# Historique de la draft des Bucks de Milwaukee
Le tableau suivant établit l'historique des sélections de la draft des Bucks de Milwaukee, au sein de la National Basketball Association (NBA) depuis 1968. 
Ils ont également réalisé une draft d'expansion en 1968, où ils ont sélectionné des joueurs pour réaliser leurs débuts dans la ligue. 

## Légende
|  | Joueur intronisé au Basketball Hall of Fame          |
|  | Joueur sélectionné en premier choix lors de sa draft |
|  | Joueur ayant participé au NBA All-Star Game          |

## Sélections

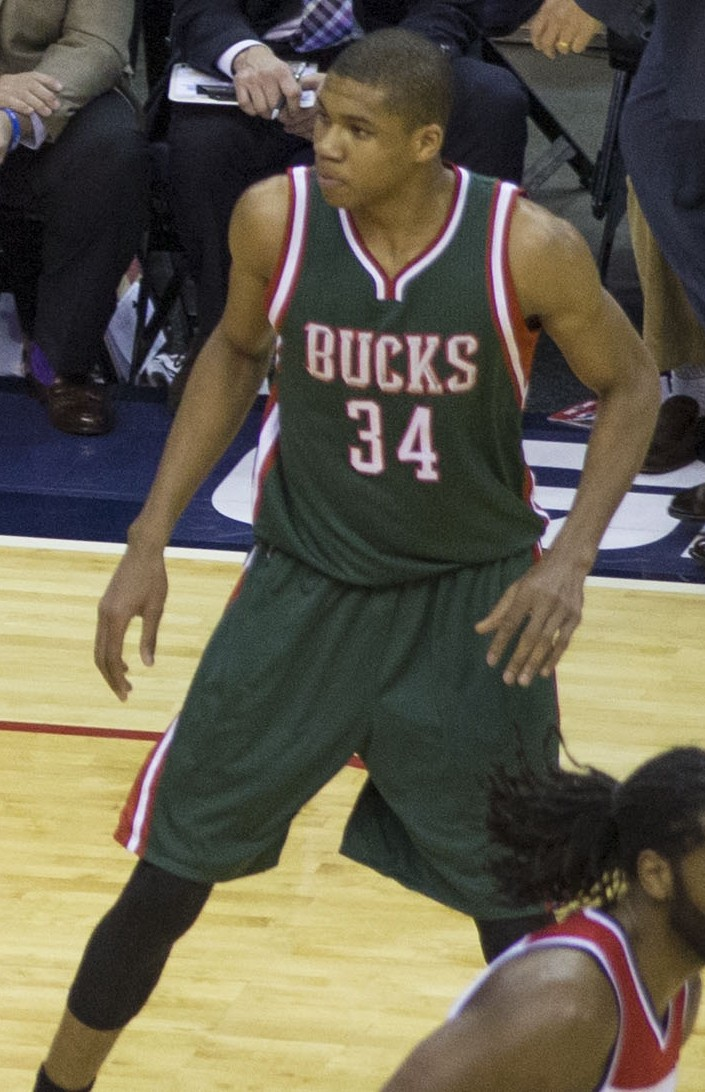
Giánnis Antetokoúnmpo, sélectionné en 2013.

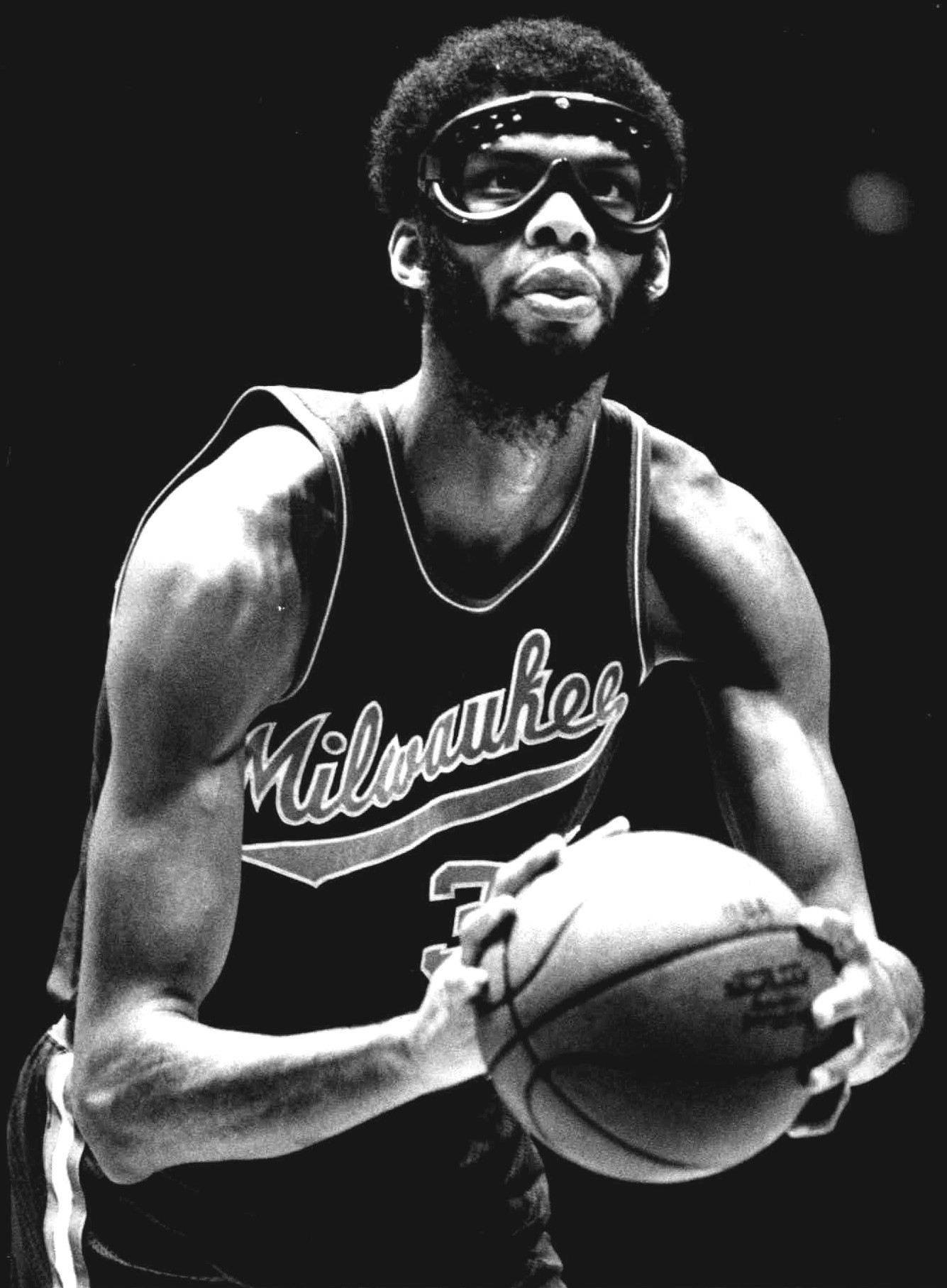
Kareem Abdul-Jabbar, sélectionné en 1969.

| Année | Tour | Choix | Nom du joueur            | Provenance                                          |
| ----- | ---- | ----- | ------------------------ | --------------------------------------------------- |
| 2024  | 1    | 23    | AJ Johnson               | Illawarra Hawks (Australie)                         |
| 2024  | 2    | 33    | Tyler Smith              | NBA G League Ignite                                 |
| 2023  | 2    | 58    | Chris Livingston         | Wildcats du Kentucky                                |
| 2022  | 1    | 24    | MarJon Beauchamp         | NBA G League Ignite                                 |
| 2021  | 2    | 31    | Isaiah Todd              | NBA G League Ignite                                 |
| 2020  | 1    | 24    | R. J. Hampton            | New Zealand Breakers (Australie)                    |
| 2020  | 2    | 45    | Jordan Nwora             | Villanova University                                |
| 2019  | 1    | 30    | Kevin Porter Jr.         | Trojans d'USC                                       |
| 2018  | 1    | 17    | Donte DiVincenzo         | Villanova University                                |
| 2017  | 1    | 17    | D. J. Wilson             | University of Michigan                              |
| 2017  | 2    | 48    | Sindarius Thornwell      | University of South Carolina                        |
| 2016  | 1    | 10    | Thon Maker               | Orangeville Prep                                    |
| 2016  | 2    | 38    | Patrick McCaw            | University of Nevada, Las Vegas                     |
| 2016  | 2    | 36    | Malcolm Brogdon          | University of Virginia                              |
| 2015  | 1    | 17    | Rashad Vaughn            | University of Nevada, Las Vegas                     |
| 2015  | 2    | 46    | Norman Powell            | University of California, Los Angeles               |
| 2014  | 1    | 2     | Jabari Parker            | Duke University                                     |
| 2014  | 2    | 31    | Damien Inglis            | Chorale Roanne Basket (France)                      |
| 2014  | 2    | 36    | Johnny O'Bryant III      | Louisiana State University                          |
| 2014  | 2    | 48    | Lamar Patterson          | University of Pittsburgh                            |
| 2013  | 1    | 15    | Giánnis Antetokoúnmpo    | Filathlitikos B.C. (Grèce)                          |
| 2013  | 2    | 43    | Ricky Ledo               | Providence College                                  |
| 2012  | 2    | 42    | Doron Lamb               | University of Kentucky                              |
| 2012  | 1    | 14    | John Henson              | University of North Carolina                        |
| 2011  | 1    | 10    | Jimmer Fredette          | BYU                                                 |
| 2011  | 2    | 40    | Jon Leuer                | University of Wisconsin–Madison                     |
| 2010  | 1    | 15    | Larry Sanders            | Virginia Commonwealth University                    |
| 2010  | 2    | 37    | Darington Hobson         | University of New Mexico                            |
| 2010  | 2    | 44    | Jerome Jordan            | University of Tulsa                                 |
| 2010  | 2    | 47    | Tiny Gallon              | University of Oklahoma                              |
| 2009  | 1    | 10    | Brandon Jennings         |                                                     |
| 2009  | 2    | 41    | Jodie Meeks              | University of Kentucky                              |
| 2008  | 1    | 8     | Joe Alexander            | West Virginia University                            |
| 2008  | 2    | 37    | Luc Richard Mbah a Moute | University of California, Los Angeles               |
| 2007  | 1    | 6     | Yi Jianlian              |                                                     |
| 2007  | 2    | 56    | Ramon Sessions           | University of Nevada, Reno                          |
| 2006  | 2    | 39    | David Noel               | University of North Carolina                        |
| 2005  | 1    | 1     | Andrew Bogut             | University of Utah                                  |
| 2005  | 2    | 36    | Ersan İlyasova           |                                                     |
| 2003  | 1    | 8     | T. J. Ford               | University of Texas at Austin                       |
| 2003  | 2    | 35    | Szymon Szewczyk          |                                                     |
| 2003  | 2    | 43    | Keith Bogans             | University of Kentucky                              |
| 2002  | 1    | 13    | Marcus Haislip           | University of Tennessee                             |
| 2002  | 2    | 33    | Dan Gadzuric             | University of California, Los Angeles               |
| 2002  | 2    | 41    | Ronald Murray            | Shaw University                                     |
| 2002  | 2    | 47    | Chris Owens              | University of Texas at Austin                       |
| 2001  | 2    | 51    | Andre Hutson             | Michigan State University                           |
| 2000  | 1    | 15    | Jason Collier            | Georgia Institute of Technology                     |
| 2000  | 2    | 43    | Michael Redd             | Ohio State University                               |
| 2000  | 2    | 49    | Jason Hart               | Syracuse University                                 |
| 1999  | 2    | 48    | Galen Young              | University of North Carolina at Charlotte           |
| 1998  | 1    | 9     | Dirk Nowitzki            |                                                     |
| 1998  | 1    | 19    | Pat Garrity              | University of Notre Dame                            |
| 1998  | 2    | 39    | Rafer Alston             | California State University, Fresno                 |
| 1997  | 1    | 10    | Danny Fortson            | University of Cincinnati                            |
| 1997  | 2    | 38    | Jerald Honeycutt         | Tulane University                                   |
| 1996  | 1    | 4     | Stephon Marbury          | Georgia Institute of Technology                     |
| 1996  | 2    | 33    | Moochie Norris           | University of West Florida                          |
| 1996  | 2    | 53    | Jeff Nordgaard           | University of Wisconsin–Green Bay                   |
| 1995  | 1    | 11    | Gary Trent               | Ohio University                                     |
| 1995  | 2    | 38    | Rashard Griffith         | University of Wisconsin–Madison                     |
| 1995  | 2    | 43    | Eric Snow                | Michigan State University                           |
| 1994  | 1    | 1     | Glenn Robinson           | Purdue University                                   |
| 1994  | 1    | 18    | Eric Mobley              | University of Pittsburgh                            |
| 1994  | 2    | 46    | Voshon Lenard            | University of Minnesota                             |
| 1993  | 1    | 8     | Vin Baker                | University of Hartford                              |
| 1992  | 1    | 8     | Todd Day                 | University of Arkansas                              |
| 1992  | 1    | 23    | Lee Mayberry             | University of Arkansas                              |
| 1991  | 1    | 18    | Kevin Brooks             | University of Louisiana at Lafayette                |
| 1991  | 2    | 45    | Bobby Phills             | Southern University                                 |
| 1990  | 1    | 16    | Terry Mills (en)         | University of Michigan                              |
| 1990  | 2    | 44    | Steve Henson             | Kansas State University                             |
| 1989  | 2    | 30    | Frank Kornet (en)        | Vanderbilt University                               |
| 1988  | 1    | 13    | Jeff Grayer              | Iowa State University                               |
| 1988  | 2    | 39    | Tito Horford (en)        | University of Miami                                 |
| 1988  | 3    | 63    | Mike Jones               | Auburn University                                   |
| 1987  | 2    | 32    | Bob McCann               | Morehead State University                           |
| 1987  | 2    | 40    | Winston Garland          | Missouri State University                           |
| 1987  | 3    | 64    | J. J. Weber (en)         | University of Wisconsin–Madison                     |
| 1987  | 4    | 87    | Darryl Bedford (en)      | Austin Peay State University                        |
| 1987  | 5    | 110   | Brian Vaughns (en)       | Université de Californie à Santa Barbara            |
| 1987  | 6    | 133   | Gay Elmore (en)          | Virginia Military Institute                         |
| 1986  | 1    | 22    | Scott Skiles             | Michigan State University                           |
| 1986  | 2    | 45    | Keith Smith (en)         | Loyola Marymount University                         |
| 1986  | 3    | 68    | Baskerville Holmes (en)  | University of Memphis                               |
| 1986  | 5    | 114   | Bobby Deaton (en)        | Southwestern University                             |
| 1986  | 6    | 137   | John Kimbrell (en)       | Lipscomb University                                 |
| 1986  | 7    | 160   | Jeff Strong (en)         | University of Missouri                              |
| 1985  | 1    | 22    | Jerry Reynolds (en)      | Louisiana State University                          |
| 1985  | 3    | 68    | Eugene McDowell (en)     | University of Florida                               |
| 1985  | 4    | 91    | Cozell McQueen (en)      | North Carolina State University                     |
| 1985  | 5    | 114   | Ray Knight (en)          | Providence College                                  |
| 1985  | 6    | 137   | Quentin Anderson (en)    | Texas Tech University                               |
| 1985  | 7    | 160   | Mario Elie               | American International College                      |
| 1984  | 1    | 21    | Kenny Fields             | University of California, Los Angeles               |
| 1984  | 3    | 67    | Vernon Delancy (en)      | University of Florida                               |
| 1984  | 5    | 113   | Ernie Floyd (en)         | College of the Holy Cross                           |
| 1984  | 6    | 120   | McKinley Singleton       | University of Alabama at Birmingham                 |
| 1984  | 6    | 136   | Mike Reddick (en)        | Stetson University                                  |
| 1984  | 7    | 159   | Tony William (en)        | Florida State University                            |
| 1984  | 8    | 182   | Brad Jergenson (en)      | University of South Carolina                        |
| 1984  | 9    | 204   | Edwin Green (en)         | University of Massachusetts Amherst                 |
| 1984  | 10   | 226   | Mike Toomer (en)         | Florida Agricultural and Mechanical University      |
| 1983  | 1    | 18    | Randy Breuer             | University of Minnesota                             |
| 1983  | 2    | 41    | Ted Kitchel              | Indiana University                                  |
| 1983  | 2    | 42    | Mike Davis               | University of Alabama                               |
| 1983  | 3    | 65    | Billy Goodwin (en)       | St. John's University                               |
| 1983  | 4    | 88    | Mark Nickens (en)        | American University                                 |
| 1983  | 5    | 111   | Mark Petteway (en)       | University of New Orleans                           |
| 1983  | 6    | 120   | Russell Todd (en)        | West Virginia University                            |
| 1983  | 6    | 134   | Charles Hurt (en)        | University of Kentucky                              |
| 1983  | 7    | 157   | Anthony Hicks (en)       | Xavier University                                   |
| 1983  | 8    | 180   | Brett Burkholder (en)    | DePaul University                                   |
| 1983  | 9    | 202   | Bill Varner              | University of Notre Dame                            |
| 1983  | 10   | 223   | Bob Kelly (en)           | St. John's University                               |
| 1982  | 1    | 20    | Paul Pressey             | University of Tulsa                                 |
| 1982  | 2    | 27    | Fred Roberts             | Brigham Young University                            |
| 1982  | 4    | 89    | Jerry Beck (en)          | Middle Tennessee State University                   |
| 1982  | 6    | 135   | Tony Carr (en)           | University of Wisconsin–Eau Claire                  |
| 1982  | 7    | 158   | Bobby Austin (en)        | University of Cincinnati                            |
| 1982  | 8    | 181   | Bryan Leonard (en)       | University of Illinois at Urbana–Champaign          |
| 1982  | 9    | 202   | Robert Tate (en)         | Idaho State University                              |
| 1982  | 10   | 223   | Bob Coenen (en)          | University of Wisconsin–Eau Claire                  |
| 1981  | 1    | 21    | Alton Lister             | Arizona State University                            |
| 1981  | 3    | 67    | Mark Smith               | University of Illinois at Urbana–Champaign          |
| 1981  | 4    | 90    | Kris Anderson (en)       | Florida State University                            |
| 1981  | 5    | 113   | Kelvin Troy (en)         | Rutgers University                                  |
| 1981  | 6    | 136   | Jo Jo Hunter (en)        | University of Colorado                              |
| 1981  | 7    | 159   | Lewis Latimore (en)      | University of Virginia                              |
| 1981  | 8    | 181   | Mike Brkovich (en)       | Michigan State University                           |
| 1981  | 9    | 201   | Chip Rucker (en)         | Northeastern University                             |
| 1981  | 10   | 221   | Artie Green (en)         | Marquette University                                |
| 1980  | 3    | 63    | Al Beal (en)             | University of Oklahoma                              |
| 1980  | 4    | 86    | Jeff Wolf (en)           | University of North Carolina                        |
| 1980  | 5    | 109   | Ken Jones (en)           | Virginia Commonwealth University                    |
| 1980  | 6    | 132   | Alex Gilbert             | Indiana State University                            |
| 1980  | 7    | 155   | Ron White (en)           | Furman University                                   |
| 1980  | 8    | 174   | Keith Valentine (en)     | Virginia Union University                           |
| 1980  | 9    | 194   | Del Yarbrough (en)       | Illinois State University                           |
| 1980  | 10   | 210   | Melvin Crayton (en)      | Alabama State University                            |
| 1979  | 1    | 5     | Sidney Moncrief          | University of Arkansas                              |
| 1979  | 2    | 31    | Edgar Jones (en)         | University of Nevada, Reno                          |
| 1979  | 3    | 52    | Larry Gibson (en)        | University of Maryland                              |
| 1979  | 4    | 69    | Eugene Robinson (en)     | University of Louisiana at Monroe                   |
| 1979  | 5    | 97    | Jim Tillman (en)         | Eastern Kentucky University                         |
| 1979  | 6    | 116   | Derrick Mayes (en)       | Illinois State University                           |
| 1979  | 7    | 138   | Stan Ray (en)            | California State University, Fullerton              |
| 1979  | 8    | 156   | Larry Spicer (en)        | Université d'Alabama de Birmingham                  |
| 1979  | 9    | 174   | Roger Lapham (en)        | University of Maine                                 |
| 1979  | 10   | 193   | Chris Fahrbach (en)      | University of North Dakota                          |
| 1978  | 1    | 12    | George Johnson           | St. John's University                               |
| 1978  | 3    | 59    | Pat Cummings (en)        | University of Cincinnati                            |
| 1978  | 4    | 80    | Otis Howard (en)         | Austin Peay State University                        |
| 1978  | 5    | 103   | Russ Coleman (en)        | Université du Pacifique                             |
| 1978  | 6    | 124   | Dave Kyle (en)           | Cleveland State University                          |
| 1978  | 7    | 146   | Kim Anderson             | University of Missouri                              |
| 1978  | 8    | 164   | Tom Zaligaris (en)       | University of North Carolina                        |
| 1978  | 9    | 182   | Gary Rosenberger (en)    | Marquette University                                |
| 1978  | 10   | 196   | Tom Anderson (en)        | University of Wisconsin–Green Bay                   |
| 1977  | 1    | 1     | Kent Benson              | Indiana University                                  |
| 1977  | 1    | 3     | Marques Johnson          | University of California, Los Angeles               |
| 1977  | 1    | 11    | Ernie Grunfeld           | University of Tennessee                             |
| 1977  | 2    | 27    | Glenn Williams (en)      | St. John's University                               |
| 1977  | 3    | 47    | Gary Yoder (en)          | University of Cincinnati                            |
| 1977  | 4    | 69    | Lewis Brown (en)         | University of Nevada, Las Vegas                     |
| 1977  | 5    | 91    | Ron Norwood (en)         | DePaul University                                   |
| 1977  | 6    | 113   | Chuck Goodyear (en)      | Miami University                                    |
| 1977  | 7    | 134   | Ron Bostic (en)          | University of Detroit Mercy                         |
| 1977  | 8    | 154   | Larry Pikes (en)         | University of Wisconsin–Milwaukee                   |
| 1976  | 1    | 7     | Quinn Buckner            | Indiana University                                  |
| 1976  | 2    | 23    | Alex English             | University of South Carolina                        |
| 1976  | 2    | 24    | Scott Lloyd (en)         | Arizona State University                            |
| 1976  | 3    | 40    | Lloyd Walton (en)        | Marquette University                                |
| 1976  | 4    | 59    | Dan Frost (en)           | University of Iowa                                  |
| 1976  | 5    | 75    | Tom Lockhart (en)        | Manhattan College                                   |
| 1976  | 5    | 77    | James Rappis (en)        | University of Arizona                               |
| 1976  | 6    | 92    | Phil Spence (en)         | North Carolina State University                     |
| 1976  | 7    | 112   | Ron Barrow (en)          | Southern University                                 |
| 1976  | 8    | 129   | Bob Warner (en)          | Université du Maine                                 |
| 1976  | 9    | 146   | Benny Shaw (en)          | Florida Institute of Technology                     |
| 1976  | 10   | 165   | Hugo Cabrera (en)        | East Texas State University                         |
| 1975  | 2    | 22    | Clyde Mayes (en)         | Furman University                                   |
| 1975  | 2    | 24    | Cornelius Cash (en)      | Bowling Green State University                      |
| 1975  | 3    | 43    | Brian Hammel (en)        | Bentley College                                     |
| 1975  | 4    | 60    | Bill Campion (en)        | Manhattan College                                   |
| 1975  | 6    | 96    | Oliver Purnell (en)      | Old Dominion University                             |
| 1975  | 7    | 115   | Wilbur Thomas (en)       | American University                                 |
| 1975  | 8    | 132   | Bob McCurdy (en)         | Université de Richmond                              |
| 1975  | 9    | 150   | Eric Hays (en)           | University of Montana                               |
| 1975  | 10   | 165   | Romy Thomas (en)         | University of Wisconsin–Eau Claire                  |
| 1974  | 1    | 18    | Gary Brokaw (en)         | University of Notre Dame                            |
| 1974  | 3    | 54    | Greg McDougald (en)      | Oral Roberts University                             |
| 1974  | 4    | 72    | Lionel Billingy (en)     | Duquesne University                                 |
| 1974  | 5    | 90    | John Johnson             | University of Denver                                |
| 1974  | 6    | 108   | Larry Williams (en)      | Kansas State University                             |
| 1974  | 7    | 126   | Bob Hornstein (en)       | West Virginia University                            |
| 1974  | 8    | 144   | Rafael Palomar           | Cameron University                                  |
| 1974  | 9    | 161   | Mike Deane (en)          | State University of New York at Potsdam             |
| 1974  | 10   | 178   | Bruce Featherston (en)   | Southwest Texas State University                    |
| 1973  | 1    | 16    | Swen Nater               | University of California, Los Angeles               |
| 1973  | 4    | 59    | Clyde Turner (en)        | University of Minnesota                             |
| 1973  | 4    | 67    | Harry Rogers (en)        | Saint Louis University                              |
| 1973  | 5    | 85    | Larry Jackson (en)       | Northern Illinois University                        |
| 1973  | 6    | 101   | James Floyd (en)         | Shaw University                                     |
| 1973  | 7    | 119   | Eddie Childress (en)     | Austin Peay State University                        |
| 1973  | 8    | 135   | Walt McGrary (en)        | University of Tennessee at Chattanooga              |
| 1973  | 9    | 150   | Bob Bocca (en)           | Quinnipiac University                               |
| 1973  | 10   | 164   | Ron Battle (en)          | Sam Houston State University                        |
| 1972  | 1    | 6     | Russ Lee (en)            | Marshall University                                 |
| 1972  | 1    | 12    | Julius Erving            | University of Massachusetts Amherst                 |
| 1972  | 2    | 29    | Chuck Terry (en)         | California State University, Long Beach             |
| 1972  | 3    | 46    | George Adams             | Gardner–Webb University                             |
| 1972  | 4    | 63    | Art White (en)           | Georgetown University                               |
| 1972  | 5    | 79    | Ron Harris (en)          | Wichita State University                            |
| 1972  | 7    | 113   | Mickey Davis (en)        | Duquesne University                                 |
| 1972  | 8    | 129   | Charles Kirkland (en)    | Cheyney University of Pennsylvania                  |
| 1972  | 9    | 143   | Jim Regenold (en)        | Ball State University                               |
| 1972  | 10   | 156   | Jolly Spight (en)        | Santa Clara University                              |
| 1971  | 1    | 17    | Collis Jones (en)        | University of Notre Dame                            |
| 1971  | 3    | 51    | Gary Brell (en)          | Marquette University                                |
| 1971  | 4    | 68    | Henry Smith (en)         | University of Missouri                              |
| 1971  | 5    | 85    | Barry Nelson (en)        | Duquesne University                                 |
| 1971  | 6    | 102   | Ed Kemp (en)             | Adams State College                                 |
| 1971  | 7    | 119   | Gene Phillips (en)       | Southern Methodist University                       |
| 1971  | 8    | 136   | Felix Thurston (en)      | Trinity University                                  |
| 1971  | 9    | 152   | Rick Howat (en)          | University of Illinois at Urbana–Champaign          |
| 1971  | 10   | 168   | Dan Fife (en)            | University of Michigan                              |
| 1971  | 11   | 182   | Blaine Henry (en)        | Marshall University                                 |
| 1971  | 12   | 195   | Gene Mumford (en)        | Université de Scranton                              |
| 1971  | 13   | 207   | Pierre Russell (en)      | University of Kansas                                |
| 1971  | 14   | 216   | George Jackson (en)      | University of Dayton                                |
| 1971  | 15   | 224   | Loyd King                | Virginia Polytechnic Institute and State University |
| 1970  | 1    | 16    | Gary Freeman (en)        | Oregon State University                             |
| 1970  | 2    | 33    | Bill Zopf (en)           | Duquesne University                                 |
| 1970  | 3    | 50    | Marv Winkler             | University of Louisiana at Lafayette                |
| 1970  | 4    | 67    | Virgle Fredricks (en)    | Drury University                                    |
| 1970  | 5    | 84    | Mike Grosso (en)         | University of Louisville                            |
| 1970  | 6    | 101   | Willy Watson (en)        | Oklahoma City University                            |
| 1970  | 7    | 118   | John Rinka (en)          | Kenyon College                                      |
| 1970  | 8    | 135   | Jim Samo (en)            | Northwestern University                             |
| 1970  | 9    | 152   | Joe Hamilton (en)        | North Texas State University                        |
| 1970  | 10   | 169   | Bob Seemer (en)          | Georgia Institute of Technology                     |
| 1969  | 1    | 1     | Kareem Abdul-Jabbar      | University of California, Los Angeles               |
| 1969  | 2    | 17    | Bob Greacen              | Rutgers University                                  |
| 1969  | 3    | 31    | Skeeter Swift (en)       | East Tennessee State University                     |
| 1969  | 4    | 45    | Bob Dandridge            | Norfolk State University                            |
| 1969  | 5    | 59    | Kenny Heitz (en)         | University of California, Los Angeles               |
| 1969  | 6    | 73    | John Arthurs (en)        | Tulane University                                   |
| 1969  | 7    | 87    | Billy Keller (en)        | Purdue University                                   |
| 1969  | 8    | 101   | John Schell (en)         | University of Wisconsin–Madison                     |
| 1969  | 9    | 115   | Jim Satalin (en)         | St. Bonaventure University                          |
| 1969  | 10   | 129   | Willie Brown (en)        | Middle Tennessee State University                   |
| 1969  | 11   | 143   | Bob Presley (en)         | University of California                            |
| 1969  | 12   | 157   | Jack Lutz (en)           | Carthage College                                    |
| 1969  | 13   | 170   | Lee Osgood (en)          | Northeastern University                             |
| 1969  | 14   | 181   | Laymon Stewart (en)      | Lakeland College (Wisconsin)                        |
| 1969  | 15   | 190   | Stan Wiodarszek (en)     | Université La Salle                                 |
| 1969  | 16   | 196   | Bill Voigt (en)          | Southern Methodist University                       |
| 1969  | 17   | 202   | Lynn Phillips (en)       | Southern Methodist University                       |
| 1969  | 18   | 208   | Ken Hall (en)            | Westminster College of Pennsylvania                 |
| 1968  | 1    | 7     | Charlie Paulk            | Huskies de Northeastern                             |
| 1968  | 2    | 22    | Gene Moore (en)          | Saint Louis University                              |
| 1968  | 3    | 35    | Sam Williams (en)        | University of Iowa                                  |
| 1968  | 4    | 50    | Greg Smith               | Western Kentucky University                         |
| 1968  | 5    | 63    | Joe Franklin (en)        | University of Wisconsin–Madison                     |
| 1968  | 6    | 78    | Fred Smith (en)          | University of Hawaii                                |
| 1968  | 7    | 91    | Tom Kondla (en)          | University of Minnesota                             |
| 1968  | 8    | 106   | Elbert Miller (en)       | University of Nevada, Las Vegas                     |
| 1968  | 9    | 119   | Cliff Berger (en)        | University of Kentucky                              |
| 1968  | 10   | 134   | Eugene Jones (en)        | University of Missouri                              |
| 1968  | 11   | 146   | Brad Luchini (en)        | Université Marquette                                |
| 1968  | 12   | 159   | Dave Miller (en)         | Université de Floride                               |